# Embret Svestad-Bårdseng
Embret Svestad-Bårdseng (Oslo, 1 september 2002) is een Noors wielrenner.

## Carrière
Als eerstejaars junior werd Svestad-Bårdseng derde op het nationale kampioenschap op de weg, achter Sakarias Løland en Dennis Gråsvold. Een jaar later, in 2020, werd hij achtste in zowel de tijdrit als de wegwedstrijd.
In 2021 werd Svestad-Bårdseng tweede in de Gylne Gutuer, een Noorse eendagskoers die dat jaar door slechts tien renners werd uitgereden. Een jaar later won hij het bergklassement in de Ronde van Griekenland, werd hij tweede in de Sundvolden GP en zeventiende in het eindklassement van de Ronde van de Toekomst.
In 2023 werd Svestad-Bårdseng prof bij Human Powered Health. Zijn debuut voor de ploeg maakte hij op Mallorca, waar hij deelnam aan de Trofeo Calvia. Later dat jaar werd hij onder meer achtste in het eindklassement van de Ronde van de Toekomst. Omdat zijn ploeg aan het eind van dat seizoen ophield te bestaan, moest Svestad-Bårdseng op zoek naar een nieuwe werkgever. Hij maakte in 2024 de overstap naar de opleidingsploeg van Arkéa-B&B Hotels. Een seizoen later werd hij overgeheveld naar de hoofdmacht. In februari 2025 werd hij vierde in de slotrit van de Ronde van Oman, met aankomst bergop op Djabal Achdar. In maart van dat jaar maakte hij zijn debuut in de World Tour, toen hij aan de start stond van de Ronde van Catalonië.

## Overwinningen
2022
Bergklassement Ronde van Griekenland

## Resultaten in voornaamste wedstrijden
| Jaar | Ronde van Italië | Ronde van Frankrijk | Ronde van Spanje |
| ---- | ---------------- | ------------------- | ---------------- |
| 2025 | 22e              |                     |                  |

## Ploegen
- 2021 –  Team Coop (stagiair vanaf 1 augustus)
- 2022 –  Team Coop
- 2023 –  Human Powered Health
- 2024 –  Arkéa-B&B Hotels Continentale
- 2025 –  Arkéa-B&B Hotels

Aasvold · Aniołkowski · Banaszek · Bassett · Chrétien · Coté · de Vos · Double · Gibson · Greenberg · Haga · Hecht · Jensen · Joyce · Krul · Lemmen · McGill · Peák · Perry · Schönberger · Svestad-Bårdseng · Van Hoecke · Weemaes
Biermans · Capiot · Costiou · Delaplace · Démare · Epis · García Pierna · Gesbert · Grondin · T. Guernalec · V. Guernalec · Guglielmi · Huys · Le Berre · Lozouet · Mozzato · Ries · Rodríguez · Rouland · Scotson · Sénéchal · Svestad-Bårdseng · Thierry · Tjøtta · Vauquelin · Venturini · Verre